# Anthaxia leechi
Anthaxia leechi är en skalbaggsart som beskrevs av Antonio Cobos 1958. Anthaxia leechi ingår i släktet Anthaxia och familjen praktbaggar. Inga underarter finns listade i Catalogue of Life.